# Котинга білочерева
Котинга білочерева (Porphyrolaema porphyrolaema) — вид горобцеподібних птахів родини котингових (Cotingidae).

## Поширення
Вид поширений у тропічних дощових гірських лісах на півдні Колумбії, сході Еквадору та Перу і в західній частині Бразилії.

## Опис
Птах завдовжки до 16,5 см. Забарвлення тіла чорне. Пір'я спини та хвоста має білі краї. Черево білого кольору.